# A Hundred Million Suns
A Hundred Million Suns ist das fünfte Studioalbum der britischen Rockband Snow Patrol, das seit 2008 im Handel ist.

## Titelliste
1. If There's a Rocket Tie Me to It  – 4:19
2. Crack the Shutters  – 3:20
3. Take Back the City  – 4:40
4. Lifeboats – 4:41
5. The Golden Floor – 3:19
6. Please Just Take These Photos from My Hands – 4:25
7. Set Down Your Glass – 3:43
8. The Planets Bend Between Us – 4:18
9. Engines – 5:10
10. Disaster Button  – 3:58
11. The Lightning Strike: What If This Storm Ends?/The Sunlight Through the Flags/Daybreak – 16:18

## Rezeption
Der Großteil der Rezensionen zum Album waren durchschnittlich bis gut. Die durchschnittliche Wertung der englischsprachigen Kritiker liegt laut Metacritic bei 67 von 100 Punkten. Auch in Deutschland wurde A Hundred Million Suns weitgehend positiv aufgenommen, auch wenn Thomas Klaus von Laut.de bemerkt, wie stark die Songs im Mainstream angesiedelt sind. Insgesamt wird es dennoch als „kleiner Lichtblick“ bezeichnet. Trotz aller Radiotauglichkeit, die von Whiskey-mit-Soda-de kritisiert wird, kann der Autor der Computer Bild in den Songs auch experimentelles erkennen. Von der Seite wird die CD als „ausgezeichnet“ bewertet.

## Singleauskopplungen
| Jahr | Titel              | Höchstplatzierung, Gesamtwochen, AuszeichnungChartplatzierungen (Jahr, Titel, , Platzierungen, Wochen, Auszeichnungen, Anmerkungen) | Höchstplatzierung, Gesamtwochen, AuszeichnungChartplatzierungen (Jahr, Titel, , Platzierungen, Wochen, Auszeichnungen, Anmerkungen) | Höchstplatzierung, Gesamtwochen, AuszeichnungChartplatzierungen (Jahr, Titel, , Platzierungen, Wochen, Auszeichnungen, Anmerkungen) | Höchstplatzierung, Gesamtwochen, AuszeichnungChartplatzierungen (Jahr, Titel, , Platzierungen, Wochen, Auszeichnungen, Anmerkungen) | Anmerkungen                             |
| Jahr | Titel              | DE | AT | CH | UK | Anmerkungen                             |
| ---- | ------------------ | --- | --- | --- | --- | --------------------------------------- |
| 2008 | Take Back the City | DE42 (8 Wo.)DE | AT35 (9 Wo.)AT | CH46 (5 Wo.)CH | UK6 (8 Wo.)UK | Erstveröffentlichung: 5. Oktober 2008   |
| 2008 | Crack the Shutters | DE28 (17 Wo.)DE | AT32 (20 Wo.)AT | CH72 (2 Wo.)CH | UK43 Silber · (10 Wo.)UK | Erstveröffentlichung: 12. Dezember 2008 |

## Kommerzieller Erfolg

### Chartplatzierungen
Von den Charthöchstplatzierungen konnte A Million Hundred Suns in etwa das Niveau des erfolgreichen Vorgängers Eyes Open halten. Zwar landete das Album nicht erneut auf Platz 1 der britischen Albumcharts, doch war es in den USA mit Platz 9 deutlich erfolgreicher als Eyes Open.
| ChartsChartplatzierungen       | Höchstplatzierung | Wochen |
| ------------------------------ | ----------------- | ------ |
| Deutschland (GfK)              | 14 (26 Wo.)       | 26     |
| Österreich (Ö3)                | 17 (9 Wo.)        | 9      |
| Schweiz (IFPI)                 | 7 (13 Wo.)        | 13     |
| Vereinigte Staaten (Billboard) | 9 (13 Wo.)        | 13     |
| Vereinigtes Königreich (OCC)   | 2 (29 Wo.)        | 29     |

| ChartsJahrescharts (2008)    | Platzierung |
| ---------------------------- | ----------- |
| Vereinigtes Königreich (OCC) | 18          |

### Auszeichnungen für Musikverkäufe
| Land/Region                  | Auszeichnungen für Musikverkäufe (Land/Region, Auszeichnung, Verkäufe) | Verkäufe |
| ---------------------------- | ---------------------------------------------------------------------- | -------- |
| Deutschland (BVMI)           | Gold                                                                   | 100.000  |
| Irland (IRMA)                | 3× Platin                                                              | 45.000   |
| Niederlande (NVPI)           | Gold                                                                   | 30.000   |
| Vereinigtes Königreich (BPI) | Platin                                                                 | 300.000  |
| Insgesamt                    | 2× Gold · 4× Platin ·                                                  | 475.000  |